# Bandy-Weltmeisterschaft 2014
| WM 2014 Russland | WM 2014 Russland   |
| ---------------- | ------------------ |
| Gold             | Russland           |
| Silber           | Schweden           |
| Bronze           | Kasachstan         |
| 4.               | Finnland           |
| 5.               | Norwegen           |
| 6.               | Vereinigte Staaten |
| 7.               | Weißrussland       |
| 8.               | Kanada             |
| 9.               | Lettland           |
| 10.              | Estland            |
| 11.              | Ungarn             |
| 12.              | Japan              |
| 13.              | Niederlande        |
| 14.              | Mongolei           |
| 15.              | Deutschland        |
| 16.              | Ukraine            |
| 17.              | Somalia            |

Die 34. Bandy-Weltmeisterschaft fand vom 26. Januar bis 2. Februar 2014 in Irkutsk, Russland statt. Weltmeister im Bandy wurde die titelverteidigende russische Mannschaft, die im Finale Schweden mit 3:2 besiegte. Im Spiel um die Bronzemedaille gewann Kasachstan gegen Finnland mit 5:3.
Die B-Weltmeisterschaft fand vom 27. Januar bis 2. Februar 2014 statt.

## Teilnehmende Mannschaften
|             | A-Weltmeisterschaft | A-Weltmeisterschaft | A-Weltmeisterschaft |  | B-Weltmeisterschaft | B-Weltmeisterschaft | B-Weltmeisterschaft |
| Europa      | Finnland            | Russland            | Weißrussland        |  | Lettland            | Niederlande         | Estland             |
|             | Norwegen            | Schweden            |                     |  | Ungarn              | Ukraine             | Deutschland         |
| Nordamerika | Kanada              | Vereinigte Staaten  |                     |  |                     |                     |                     |
| Asien       | Kasachstan          |                     |                     |  | Japan               | Mongolei            |                     |
| Afrika      |                     |                     |                     |  | Somalia             |                     |                     |

## A-Weltmeisterschaft

### Vorrunde

#### A-Gruppe
| Pl. |            | Sp | S | U | N | Tore  | Diff | Punkte |
| 1.  | Russland   | 3  | 2 | 1 | 0 | 19:50 | +14  | 5      |
| 2.  | Schweden   | 3  | 2 | 1 | 0 | 22:50 | +17  | 5      |
| 3.  | Kasachstan | 3  | 1 | 0 | 2 | 10:24 | −14  | 2      |
| 4.  | Finnland   | 3  | 0 | 0 | 3 | 06:23 | −17  | 0      |

| 26. Januar 2014, 16:00 Uhr | Russland   | 10 : 10 (3 : 0) | Kasachstan | Trud-Stadion, Irkutsk 10.000 Zuschauer |
| 26. Januar 2014, 20:00 Uhr | Schweden   | 9 : 1 (3 : 0)   | Finnland   | Trud-Stadion, Irkutsk 8500 Zuschauer   |
| 27. Januar 2014, 16:00 Uhr | Finnland   | 2 : 7 (1 : 3)   | Russland   | Trud-Stadion, Irkutsk 3000 Zuschauer   |
| 27. Januar 2014, 20:00 Uhr | Kasachstan | 02 : 11 (0 : 6) | Schweden   | Trud-Stadion, Irkutsk 1500 Zuschauer   |
| 29. Januar 2014, 16:00 Uhr | Kasachstan | 7 : 3 (2 : 2)   | Finnland   | Trud-Stadion, Irkutsk 1000 Zuschauer   |
| 29. Januar 2014, 20:00 Uhr | Russland   | 2 : 2 (1 : 1)   | Schweden   | Trud-Stadion, Irkutsk 8500 Zuschauer   |

#### B-Gruppe
| Pl. |                    | Sp | S | U | N | Tore  | Diff | Punkte |
| 1.  | Norwegen           | 3  | 2 | 1 | 0 | 40:90 | +31  | 5      |
| 2.  | Vereinigte Staaten | 3  | 2 | 1 | 0 | 19:10 | 0+9  | 5      |
| 3.  | Belarus            | 3  | 1 | 0 | 2 | 13:33 | −20  | 2      |
| 4.  | Kanada             | 3  | 0 | 0 | 3 | 07:27 | −20  | 0      |

| 26. Januar 2014, 12:00 Uhr | Vereinigte Staaten | 7 : 4 (1 : 3)     | Weißrussland       | Zenit-Stadion, Irkutsk 500 Zuschauer        |
| 26. Januar 2014, 15:00 Uhr | Norwegen           | 12 : 30 (6 : 2)   | Kanada             | Stroitel-Stadion, Schelechow 1000 Zuschauer |
| 27. Januar 2014, 12:00 Uhr | Kanada             | 1 : 7 (1 : 4)     | Vereinigte Staaten | Trud-Stadion, Irkutsk 300 Zuschauer         |
| 27. Januar 2014, 15:00 Uhr | Weißrussland       | 01 : 23 0(0 : 11) | Norwegen           | Zenit-Stadion, Irkutsk 500 Zuschauer        |
| 29. Januar 2014, 12:00 Uhr | Vereinigte Staaten | 5 : 5 (1 : 1)     | Norwegen           | Trud-Stadion, Irkutsk 200 Zuschauer         |
| 29. Januar 2014, 15:00 Uhr | Kanada             | 3 : 8 (0 : 4)     | Weißrussland       | Stroitel-Stadion, Schelechow 150 Zuschauer  |

### Endrunde

#### Viertelfinale
| 30. Januar 2014, 15:00 Uhr | Norwegen           | 2 : 9 (1 : 6)                | Finnland     | Zenit-Stadion, Irkutsk 250 Zuschauer       |
| 30. Januar 2014, 15:00 Uhr | Vereinigte Staaten | 03 : 11 (0 : 5, 2 : 3, 1 :3) | Kasachstan   | Stroitel-Stadion, Schelechow 300 Zuschauer |
| 30. Januar 2014, 15:00 Uhr | Schweden           | 33 : 50 (16 : 2)0            | Weißrussland | Trud-Stadion, Irkutsk 300 Zuschauer        |
| 30. Januar 2014, 19:00 Uhr | Russland           | 22 : 10 (12 : 0)0            | Kanada       | Trud-Stadion, Irkutsk 500 Zuschauer        |

#### Platzierungsspiele 5–8
| 1. Februar 2014, 15:00 Uhr | Weißrussland | 2 : 3 (1 : 1) | Vereinigte Staaten | Zenit-Stadion, Irkutsk 500 Zuschauer       |
| 1. Februar 2014, 15:00 Uhr | Norwegen     | 7 : 1 (5 : 0) | Kanada             | Stroitel-Stadion, Schelechow 200 Zuschauer |

#### Halbfinale
| 1. Februar 2014, 16:00 Uhr | Finnland | 1 : 3 (0 : 1) | Russland   | Trud-Stadion, Irkutsk 3000 Zuschauer |
| 1. Februar 2014, 20:00 Uhr | Schweden | 4 : 3 (4 : 2) | Kasachstan | Trud-Stadion, Irkutsk 1500 Zuschauer |

#### Spiel um Platz 7
| 2. Februar 2014, 11:00 Uhr | Weißrussland | 7 : 5 (2 : 3) | Kanada | Stroitel-Stadion, Schelechow 100 Zuschauer |

#### Spiel um Platz 5
| 2. Februar 2014, 11:00 Uhr | Vereinigte Staaten | 3 : 6 (2 : 4) | Norwegen | Zenit-Stadion, Irkutsk 200 Zuschauer |

#### Kleines Finale
| 2. Februar 2014, 10:30 Uhr | Finnland | 3 : 5 (2 : 0) | Kasachstan | Trud-Stadion, Irkutsk 1000 Zuschauer |

#### Finale
| 2. Februar 2014, 14:00 Uhr | Russland | 3 : 2 (2 : 1) | Schweden | Trud-Stadion, Irkutsk 15.000 Zuschauer |

## B-Weltmeisterschaft
Die Spiele der B-Weltmeisterschaft werden im Format 2 × 30 Minuten ausgetragen.

### Vorrunde

#### A-Gruppe
| Pl. |             | Sp | S | U | N | Tore  | Diff | Punkte |
| 1.  | Lettland    | 3  | 2 | 1 | 0 | 21:11 | +10  | 5      |
| 2.  | Estland     | 3  | 1 | 2 | 0 | 12:10 | 0+2  | 4      |
| 3.  | Ungarn      | 3  | 1 | 1 | 1 | 12:13 | 0–1  | 3      |
| 4.  | Niederlande | 3  | 0 | 0 | 3 | 07:18 | −11  | 0      |

| 27. Januar 2014, 13:00 Uhr | Niederlande | 2 : 4 (1 : 1)   | Ungarn      | Stroitel-Stadion, Schelechow 100 Zuschauer |
| 27. Januar 2014, 17:00 Uhr | Lettland    | 4 : 4 (2 : 3)   | Estland     | Stroitel-Stadion, Schelechow 100 Zuschauer |
| 28. Januar 2014, 13:00 Uhr | Niederlande | 03 : 10 (2 : 5) | Lettland    | Stroitel-Stadion, Schelechow 150 Zuschauer |
| 28. Januar 2014, 17:00 Uhr | Ungarn      | 4 : 4 (2 : 1)   | Estland     | Stroitel-Stadion, Schelechow 150 Zuschauer |
| 29. Januar 2014, 13:00 Uhr | Estland     | 4 : 2 (3 : 1)   | Niederlande | Rekord-Stadion, Irkutsk 0 Zuschauer        |
| 29. Januar 2014, 17:00 Uhr | Lettland    | 7 : 4 (4 : 2)   | Ungarn      | Rekord-Stadion, Irkutsk 100 Zuschauer      |

#### B-Gruppe
| Pl. |             | Sp | S | U | N | Tore  | Diff | Punkte |
| 1.  | Japan       | 4  | 3 | 1 | 0 | 21:70 | +14  | 7      |
| 2.  | Mongolei    | 4  | 3 | 0 | 1 | 24:60 | +18  | 6      |
| 3.  | Ukraine     | 4  | 2 | 0 | 2 | 24:12 | +12  | 4      |
| 4.  | Deutschland | 4  | 1 | 1 | 2 | 30:16 | +14  | 3      |
| 5.  | Somalia     | 4  | 0 | 0 | 4 | 02:59 | −57  | 0      |

| 27. Januar 2014, 13:00 Uhr | Japan       | 2 : 1 (1 : 0)     | Ukraine     | Rekord-Stadion, Irkutsk 250 Zuschauer       |
| 27. Januar 2014, 17:00 Uhr | Somalia     | 01 : 22 0(1 : 10) | Deutschland | Zenit-Stadion, Irkutsk 700 Zuschauer        |
| 27. Januar 2014, 17:00 Uhr | Mongolei    | 2 : 3 (1 : 1)     | Japan       | Rekord-Stadion, Irkutsk 250 Zuschauer       |
| 28. Januar 2014, 13:00 Uhr | Ukraine     | 13 : 00 (7 : 0)   | Somalia     | Zenit-Stadion, Irkutsk 500 Zuschauer        |
| 28. Januar 2014, 13:00 Uhr | Mongolei    | 3 : 1 (2 : 1)     | Deutschland | Rekord-Stadion, Irkutsk 150 Zuschauer       |
| 28. Januar 2014, 17:00 Uhr | Japan       | 12 : 00 (5 : 0)   | Somalia     | Zenit-Stadion, Irkutsk 500 Zuschauer        |
| 28. Januar 2014, 17:00 Uhr | Ukraine     | 2 : 7 (1 : 3)     | Mongolei    | Rekord-Stadion, Irkutsk 150 Zuschauer       |
| 29. Januar 2014, 13:00 Uhr | Deutschland | 4 : 4 (2 : 0)     | Japan       | Zenit-Stadion, Irkutsk 400 Zuschauer        |
| 29. Januar 2014, 17:00 Uhr | Deutschland | 3 : 8 (2 : 3)     | Ukraine     | Zenit-Stadion, Irkutsk 450 Zuschauer        |
| 29. Januar 2014, 17:00 Uhr | Somalia     | 01 : 12 (0 : 6)   | Mongolei    | Stroitel-Stadion, Schelechow 1000 Zuschauer |

### Endrunde

#### Viertelfinale
| 30. Januar 2014, 13:00 Uhr | Lettland    | 9 : 3 (5 : 2) | Deutschland | Rekord-Stadion, Irkutsk 100 Zuschauer      |
| 30. Januar 2014, 17:00 Uhr | Estland     | 5 : 1 (3 : 1) | Ukraine     | Zenit-Stadion, Irkutsk 200 Zuschauer       |
| 30. Januar 2014, 17:00 Uhr | Ungarn      | 5 : 4 (4 : 2) | Mongolei    | Rekord-Stadion, Irkutsk 300 Zuschauer      |
| 30. Januar 2014, 17:00 Uhr | Niederlande | 2 : 3 (1 : 2) | Japan       | Stroitel-Stadion, Schelechow 250 Zuschauer |

#### Halbfinale
| 31. Januar 2014, 12:00 Uhr | Lettland | 8 : 0 (2 : 0) | Japan  | Zenit-Stadion, Irkutsk 200 Zuschauer       |
| 31. Januar 2014, 12:00 Uhr | Estland  | 5 : 2 (3 : 0) | Ungarn | Stroitel-Stadion, Schelechow 150 Zuschauer |

#### Platzierungsspiele 5–9
| 31. Januar 2014, 17:00 Uhr | Deutschland | 5 : 4 (2 : 1)   | Ukraine     | Rekord-Stadion, Irkutsk 150 Zuschauer |
| 31. Januar 2014, 17:00 Uhr | Mongolei    | 2 : 3 (1 : 2)   | Niederlande | Zenit-Stadion, Irkutsk 200 Zuschauer  |
| 31. Januar 2014, 20:00 Uhr | Ukraine     | 13 : 10 (2 : 0) | Somalia     | Trud-Stadion, Irkutsk 500 Zuschauer   |

#### Kleines Finale
| 1. Februar 2014, 17:00 Uhr | Japan | 2 : 6 (0 : 5) | Ungarn | Zenit-Stadion, Irkutsk 300 Zuschauer |

#### Finale
| 1. Februar 2014, 17:00 Uhr | Lettland | 8 : 2 (4 : 0) | Estland | Stroitel-Stadion, Schelechow 200 Zuschauer |

## Medaillengewinner
| Roman Tschernych Dennis Ryssew Artjom Bondarenko Sergei Lomanow Maxim Ischkeldin | Alexander Tjukawin Alan Dschusojew Alexander Egorytschew Sergei Kalinin Dimitri Sawelijew | Sergei Schaburow Janis Befus Alexei Dorofskich Igor Larijonow Alexei Buschuew | Juri Wikulin Pjotr Zacharow Pawel Bulatow Jewgeni Iwanuschkin Michail Jurijew (Trainer) |

| Andreas Bergwall Andreas Svensson Olov Englund Per Hellmyrs Andreas Westh | Daniel Berlin Hans Andersson Johan Löfstedt David Pizzoni Elfving Linus Pettersson | Erik Säfström Patrik Nilsson Ulf Einarsson Christoffer Edlund Adam Gilljam | Daniel Välitalo Daniel Andersson Erik Pettersson Jonas Claesson (Trainer) |

| Andrei Rein Sergei Najumow Dennis Maximenko Michail Dobrynin Alexander Nasonow | Sergei Gortschakow Jewgeni Schadrin Dimitri Zawidowsky Rajuan Issalijew Dennis Slautin | Juri Loginow Iskander Nugmanow Pjotr Gribanow Sergei Pochkunow Leonid Bedarew | Andrei Kowaljow Pawel Dubowik Wjatscheslaw Markin Alexei Nikischow (Trainer) |